# 格罗夫·卡尔·吉尔伯特
格罗夫·卡尔·吉尔伯特（英語：Grove Karl Gilbert，1843年5月6日—1918年5月1日），署名G·K·吉尔伯特（G. K. Gilbert），是一位美国地质学家，美國地質調查局高级地质学家，曾在1892年和1909年两次担任美国地质学会会长，1899年任美国科学促进会主席，1900年获沃拉斯顿奖章。